# Barbershop music

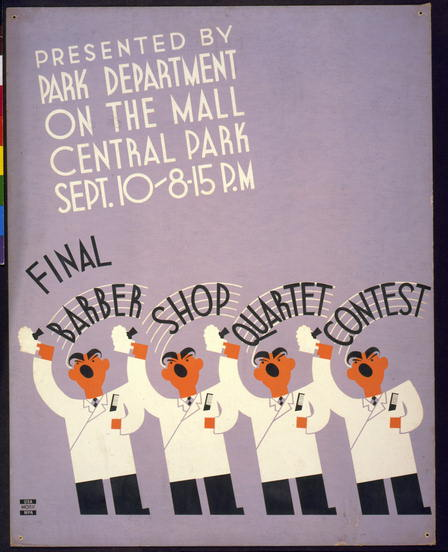
Poster di un concorso di barbershop quartet del 1936

Per barbershop music, anche abbreviata barbershop, si intende un tipo di musica armonica a cappella. La barbershop music viene eseguita di norma da un quartetto, conosciuto come barbershop quartet, e composto da due tenori, un basso, e un baritono.

## Storia
Stando a quanto dichiarò Samuel Pepys, politico e scrittore inglese vissuto nel diciassettesimo secolo, la barbershop music era un tipo di musica strumentale e amatoriale. La Britannica ritiene che le origini dei quartetti vocali, benché incerte, sarebbero contestuali agli Stati Uniti del ventesimo secolo. L'enciclopedia ipotizza inoltre che la musica barbershop avrebbe attecchito all'interno delle barberie, che appartenevano spesso a dei musicisti, e fungevano da luoghi di ritrovo delle comunità ove svolgere attività ricreative.
Stando ad alcuni documenti storici, i quartetti canori degli Stati Uniti risalgono ai gruppi vocali composti da afroamericani che si riunivano per trascorrere il tempo assieme. Questa usanza, documentata nel 1882 da uno scrittore del New York Age, sarebbe nata come diretta conseguenza data dall'impossibilità dei neri di entrare nei teatri e nelle sale da concerto. Il musicista jazz Louis Armstrong disse di essersi formato cantando con un barbershop quartet che si esibiva nelle strade di New Orleans, mentre il segretario esecutivo della NAACP James Weldon Johnson sarebbe "cresciuto cantando le armonie dei barbershop".
All'alba dell'industria discografica, i cantanti bianchi dei minstrel show iniziarono a fare barbershop music e a pubblicare i primi dischi dedicati a quel tipo di repertorio. Fra i primi standard barbershop vi sono Shine On, Harvest Moon, Hello! Ma Baby e Sweet Adeline. Johnson dichiarò che, negli anni venti del XXI secolo, il genere avesse oltrepassato le barriere razziali.
Tra il 1900 e il 1919, epoca in cui la barbershop music divenne molto popolare, ebbero il loro momento di maggiore successo diversi quartetti come gli Haydn Quartet, gli American Quartet, e i Peerless Quartet. Per tradizione, queste formazioni erano solite indossare abiti vaudeville sgargianti con pagliette e gilet a righe verticali mentre si esibivano. L'opera Treemonisha (1911) del compositore e pianista Scott Joplin presenta l'intervento di un barbershop quartet. Durante gli anni venti, il genere venne gradualmente dimenticato, ma il suo lascito è evidente tanto nel gospel di matrice nera e bianca nelle loro forme a cappella.
Altri sostengono che la barbershop music fosse in realtà una tradizione inventata che, benché correlata a diverse espressioni musicali nate intorno al 1900, tra cui i quartetti canori e l'uso dei barbershop chord, fosse originata in realtà negli anni quaranta tra le file della Barbershop Harmony Society mentre era intenta a creare dei concorsi canori con le loro relative regole.

## Caratteristiche

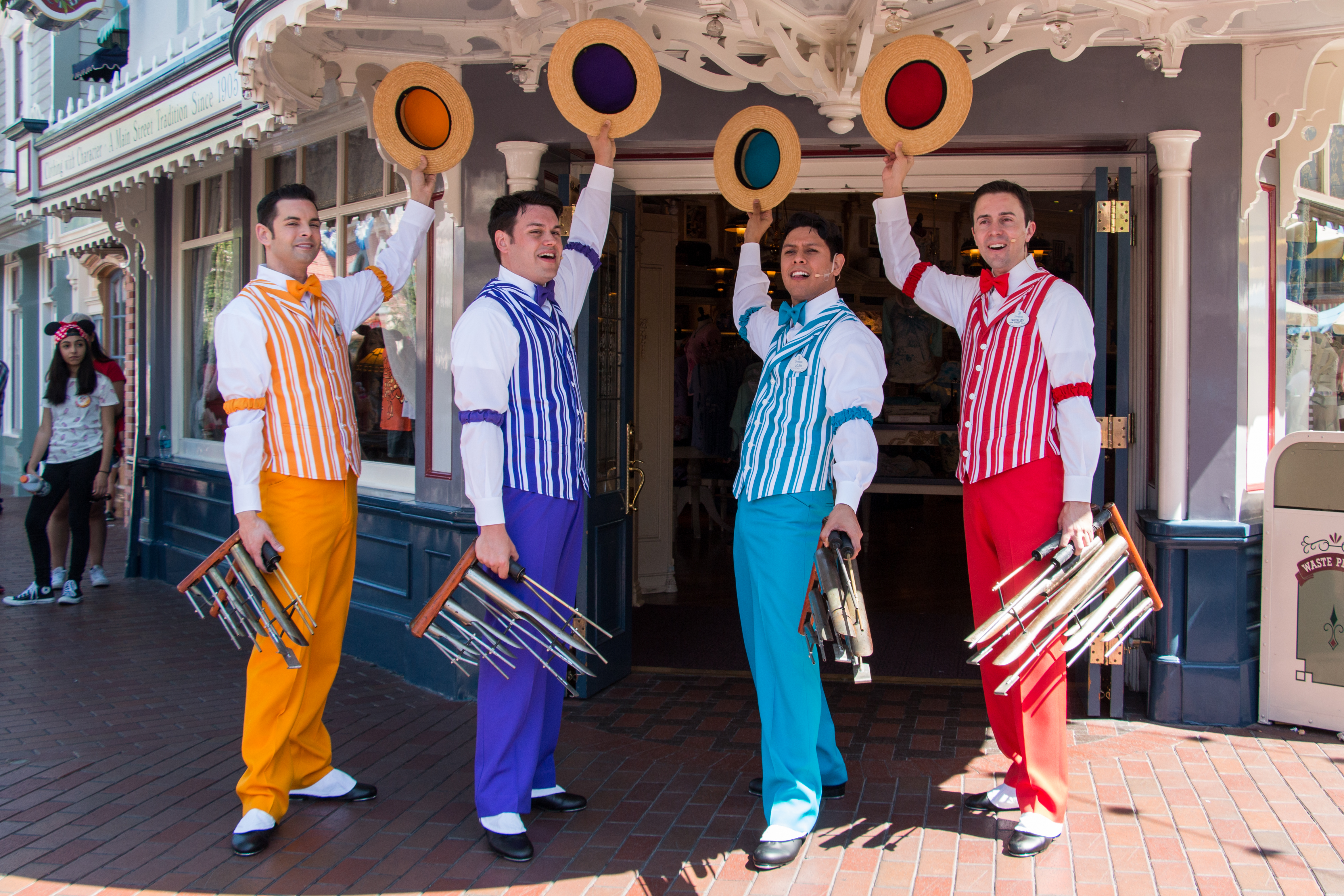
I Dapper Dans, gruppo canoro che si esibisce a Disneyland

La musica dei barbershop quartet presenta accordi consonanti e una trama omoritmica. Uno degli elementi che caratterizzano la barbershop music sono i cosiddetti snakes ("serpenti") e swipes ("sfregamenti"), che si verificano quando un accordo viene alterato da un cambiamento di una o più voci non melodiche. Nel caso delle tracce barbershop più lente, come ad esempio le ballate, il ritmo non viene scandito e le note sono spesso tenute più a lungo (o al contrario velocizzate) ad libitum.
La barbershop viene eseguita da quattro cantanti, tutti dello stesso sesso. Nel caso dei complessi maschili vi sono due tenori, uno dei quali costituisce la voce principale e l'altro arricchisce l'armonia, un basso, che crea le note più gravi, e un baritono, che definisce gli accordi. Nel caso dei barbershop quartet femminili tali ruoli vengono rimpiazzati rispettivamente da due soprani, un contralto, e un mezzosoprano. Il baritono e il tenore d'accompagnamento non cantano il testo dei brani, ma possono occasionalmente aggiungere delle parole. I membri dei barbershop quartet intervengono in genere all'unisono, e possono lasciare spazio a interventi vocali ove non tutti i cantanti intervengono contemporaneamente.
Secondo la Barbershop Harmony Society, "la barbershop music presenta canzoni dai testi comprensibili e melodie facilmente cantabili, i cui toni definiscono chiaramente un centro tonale, e implicano accordi maggiori e minori, più barbershop chord di settima (dominante e dominante secondaria) che si risolvono principalmente attorno al cerchio delle quinte, pur facendo un uso frequente di altre risoluzioni."